# Palais du Cardinal Zapata
Le palais du Cardinal Zapata ou palais Zapata est un palais monumental de Naples situé sur la place Trieste et Trente . 

## Histoire
Il a été construit au XVIIe siècle par le vice-roi Antonio Zapata et rénové par Carlo Vanvitelli dans un style néoclassique sur la volonté du médecin Domenico Cotugno. 
Il a servi de siège au pouvoir du vice-roi lors des travaux de reconstruction du Palazzo Reale actuel à Naples. Plus tard, il fut acheté par le baron Girolamo Sarnelli, un ami proche des Zapata. Le 12 septembre 1702, naquit le bienheureux Gennaro Maria Sarnelli. 

## Description
À l'intérieur, de remarquables décorations néoclassiques et du XIXe siècle, telles que la salle de réception créée par Giovanni Battista Comencini en 1912. Au deuxième étage se trouve le Cercle d'art polytechnique, issu de la fusion de la Société des artistes, du Cercle médico-légal et du Cercle polytechnique. Il y a aussi le musée Giuseppe Caravita Prince de Sirignano qui contient une grande partie des peintures et des sculptures d'artistes napolitains ayant vécu entre le XIXe et le XXe siècle. En revanche, la grande fresque qui s'étend sur toute l'entrée du bâtiment et représente le village d'Avigliano souhaité par Don Girolamo Sarnelli, a été totalement perdue.